# كهف المرنيف
كهف المرنيف هو كهف يقع في شاطئ المغسيل في سلطنة عمان، يطل على بحر العرب وعلى نوافير المغسيل ويبعد عن صلالة 40 كيلو مترًا.

## المرافق
يوجد على جانب الكهف المطل على البحرممشى وممرات مرفوقة بأسوار حماية، وتوجد بالمنطقة كذلك مواقف ومسجد ودورات مياه واستراحات.